# Litauens historia
Den här artikeln behandlar Litauens historia.

## Det självständiga Litauen

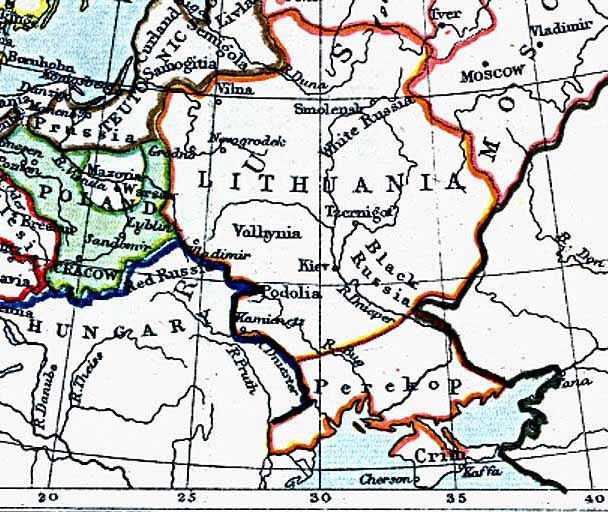
Litauen år 1400

Litauen var kanske det sista landet i Europa att kristnas. Den litauiska staten, som grundats under 1200-talet, övergick till kristendomen 1387, i samband med att den litauiske storfursten Jogaila blivit kung av Polen. Tidigare hade de olika litauiska stammarna varit självständiga, men ett sammanhållet rike blev nödvändigt under trycket från bland annat Tyska orden. Det medeltida Litauen blev en regional stormakt, som behärskade en stor del av nuvarande Östeuropa, från Östersjön till Svarta havet.

## Medeltiden
Mindaugas, som härskade över Litauen 1239-63, och förde ständiga krig om Tyska orden, Polen och de ryska staterna. För att få hjälp mot sina många fiender lät han 1252 döpa sig, grundade ett romersk-katolskt biskopsdöme i Vilna och blev 1253 krönt av ärkebiskopen i Riga och av Vatikanen. Enligt uppgift skall han 1260 ha avsvurit sig kristendomen och genomförde 1261 ett infall i Livland och hotade att besegra Tyska orden men avled 1263 varpå hans rike splittrades. Under de följande åren härjades Litauen av inbördeskrig och kamp mellan katolska, rysk-ortodoxa och hedniska grupper. Gediminas lyckades åter ena riket och göra Vilna till huvudstad. Efter att ha enat riket erövrade han Kiev, Pskov, Republiken Novgorod med flera riken. Genom giftermål lade han under sig Vladimir-Suzdal och Volynien.
Vid hans död delades riket mellan hans sju söner. Med tiden kom dock makten att samlas hos två av dem, Algirdas i Vilna och Kęstutis i Kaunas, varav den senare erkände den förre som överhuvud. Algirdas lät döpa sina söner enligt ortodox ritual. Han lät samtidigt inkalla tyska hantverkare och mottog katolska munkar. 1370 led Algirdas och Kęstutis nederlag mot ordenridarna i slaget vid Rudau och 1380 tvingades Litauen avstå Samogitien till Tyska orden. 1377 efterträddes Algirdas av sin son Jogaila som Litauisk härskare. Denne lät 1382 strypa sin farbror Kęstutis i borgen Kreva och tog ensam makten i riket. Hårt ansatt av Tyska orden tvingades han söka stöd hos Polen, vars drottning Hedvig han sedan han 1386 låtit övergå till katolska läran och tagit namnet Vladislav gifte sig med. Efter en rad olika utfästelser vald till Polens kung. 1392 blev han tvingen att insätta Kęstutis son Vytautas som Litauens storfurste, men förblev dennes överherre. 1410 besegrade han ordensriddarna i slaget vid Tannenberg och genom freden i Thorn 1411 förvärvade han åter Samogitien till Litauen.
Genom unionen i Horodlo 1413, då 47 litauiska stormän med katolsk tro upptogs som polska adelsmän, förenades de båda länderna ytterligare, Litauen blev ett katolskt land och den tidigare framgångsrika rysk-ortodoxa missionen stoppades. Föreningen mellan Polen och Litauen blev därefter allt starkare förenade. Litauen regerandes tidvis av egna storfurstar, men deras makt blev alltmera kringskuren.

## Det polsk-litauiska samväldet

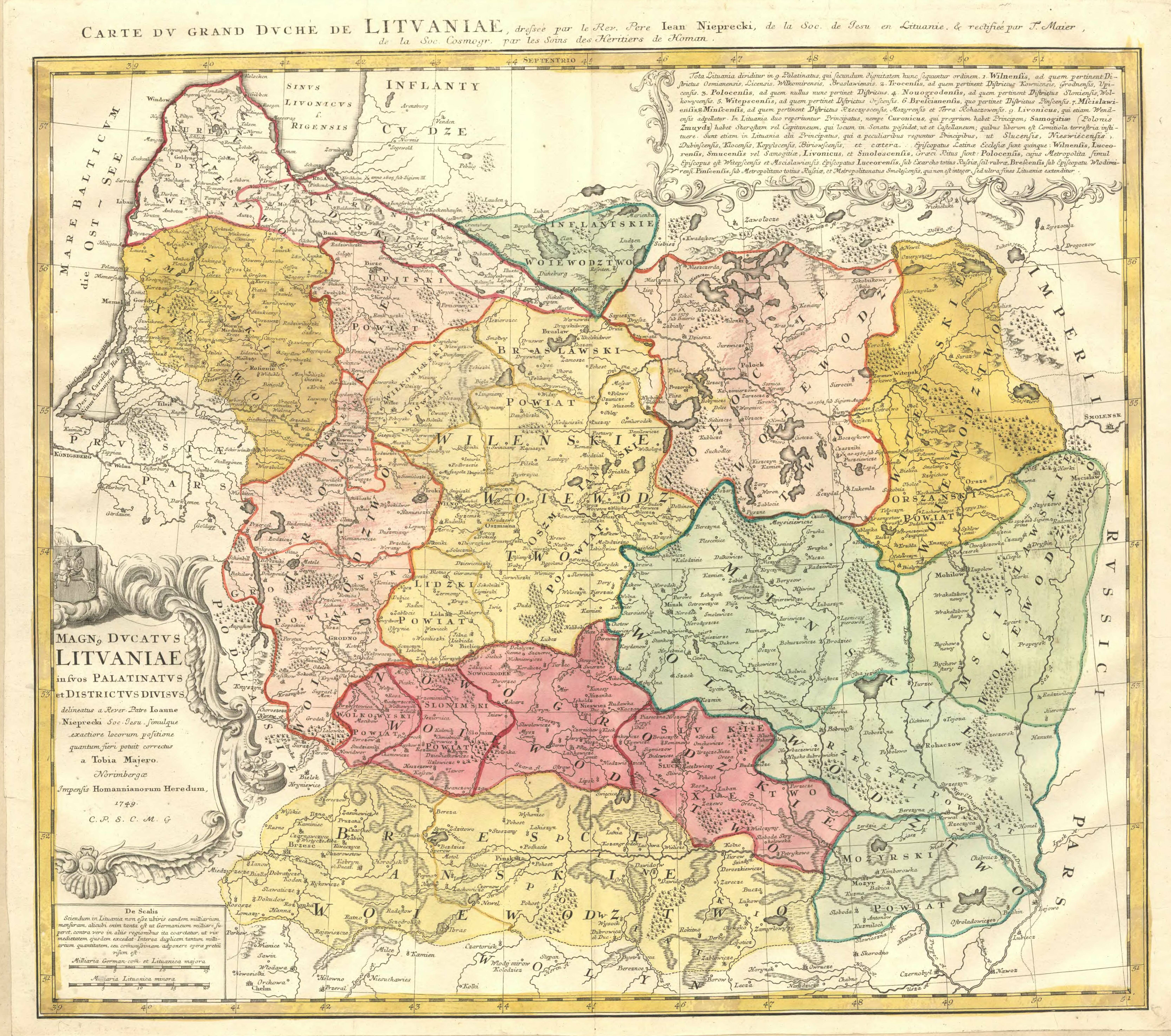
Karta från 1749 över storhertigdömet Litauen.

Storfurstendömet Litauen och kungadömet Polen hade i praktiken befunnit sig i personalunion under lång tid, när man 1569 formellt förenades genom unionen i Lublin  i en realunion med benämningen "Samväldet" eller Polen-Litauen. Kungen av Polen, som samtidigt var storfurste av Litauen, valdes av riksdagen, och de olika kungarna kom från olika adelsätter. Den litauiska adeln hade vid denna tid poloniserats. Litauen fick dock behålla sina egna lagar, en högsta domstol, en egen armé och en rad för Litauen speciella högre ämbetsmän. Volhynien, Podolien och Podlasien avskildes från "storfurstendömet Litauen" och införlivades med "kronan Polen".
Avogheten mot Polen var dock tidvis stark. 1655 försökte litauiska stormän ledda av Bogusław Radziwiłł förena Litauen med Sverige. 1667 avträdde en del av Litauens område till Ryssland. Största delen kom till Ryssland genom Polens delningar 1772, 1793 och 1795. Av denna del bildades guvernementen Kovno, Vilna, Grodno, Mogiljov, Vitebsk och Minsk. Vid den tredje delningen 1795 kom en mindre del till Preussen, under namnet Neu-Ostpreussen. Denna del blev 1807 införlivad med hertigdömet Warszawa, 1815 kom den till Kongresspolen och uppgick senare i ryska guvernementet Suvalki.

## Litauen under ryskt välde
1812 retirerade Napoleon I:s franska trupper genom Vilnius. Under 1800-talet började en litauisk vilja till självständighet att växa fram precis som i grannländerna Estland och Lettland då Litauen var en del av de Kejsardömet Ryssland. Den litauisktalande befolkningen var främst koncentrerad i guvernementen Kovno, Vilna och Suvalki.
Under 1800-talets nationella frihetsrörelser väcktes nationalismen även i Litauen, utgående från universitetet i Vilna. Tsarregimen lyckades dock dämpa de nationella rörelserna genom en i förhållande till övriga Ryssland frisinnad bondepolitik. De polska storgodsägarna stod i ett tämligen kyligt förhållande till den litauiska allmogen. Trots detta blev Litauen indraget i de polska upproren 1830–1831 och 1863 och efter det sistnämnda upproret utsattes befolkningen för hårda repressalier, och en hård förryskningspolitik inleddes.
Universitetet var stängt fram till slutet av första världskriget. 
1915–1918 var Vilnius och Litauen ockuperat av tyska trupper. Sedan de tyska trupperna lämnat landet ryckte bolsjevikerna in i landet. 5 januari 1919 utropades ett "Sovjetlitauen" i Vilnius. I februari beslutades att den nya rådsrepubliken skulle förenas med Vitryska SSR i Litauisk-vitryska SSR. 
Voldemaras efterträdare Mykolas Sleževičius, som residerade i Kaunas, fick ett stort statslån i Tyskland, en här mobiliserades och med polskt bistånd återställdes den borgerliga regeringen. Sin förste president fick Litauen i Antanas Smetona, som organiserat frihetsrörelsen under första världskriget. Sedan polackerna i april 1919 fördrivit bolsjevikerna från Vilnius, behöll de staden i stället för att överlämna den till Litauen. Ententen och Nationernas förbund försökte medla. Under Polsk-sovjetiska kriget 1919–1921 erövrade Sovjetunionen Vilnius från polackerna 1920 men utrymde den i augusti samma år och överlämnades då till Litauen. Genom Suvlakifördraget 6 november 1920 upprättades en neutral zon, inneslutande bland annat Vilnius. Tre dagar därefter ryckte polska friskaror under Lucjan Żeligowski in i zonen och upprättade där en autonom republik, Central-Litauen, som 1922 införlivades med Polen som vojvodskapet Wilno. Frågor om en folkomröstning i området föll och 15 mars 1923 erkändes Vilnius som en del av Polen. Huvudstaden i det nybildade Litauen flyttades då till Kaunas. 1924 erhöll Litauen i stället Memel.
Vid början av andra världskriget återbördades området till Litauen, och Vilnius blev huvudstad igen.

## Republiken Litauen

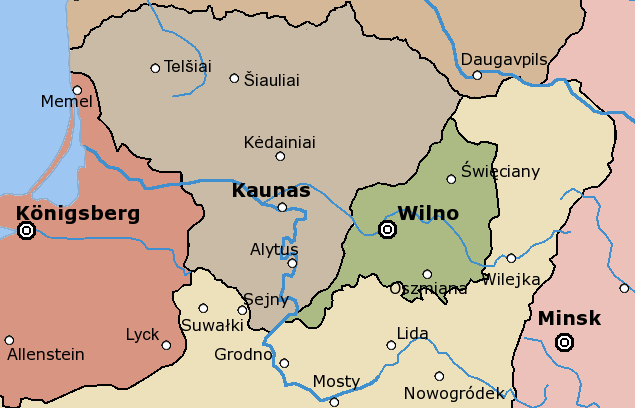
Litauen 1923

I september 1917 sammaträdde en litauisk lantdag, i Vilnius, vilken man valde ett statsråd, valstybès taryba om 20 man och 16 februari 1918 proklamerade Litauen sitt oberoende. På sommaren rådförde sig taryban med tyska regeringen om att få den würtembergske hertig Wilhelm av Urach till kung. Sedan Tyskland förlorat kriget bildade dock 18 oktober 1918 den nationalistiske Augustinas Voldemaras regering i Vilnius, och lät taryban fungera som riksdag. 2 november 1918 tillkännagavs att Litauen skulle vara republik.
Rådet var verksamt fram till 15 maj 1920 då parlamentet Seimas tillträdde. Där märktes då en strömkantring åt vänster. Folksocialisten Aleksandras Stulginskis valdes till president och Kazys Grinius blev regeringschef. En författning antogs 1 augusti 1922, och samma år beslutades om att upplösa storgodsen. Den politiska striden kom att utspela sig mellan tautininkai, ett högersinnat nationalistparti med Antanas Smetona och Augustinas Voldemaras som ledare, de klerikala kristliga demokraterna, ofta allierade med bondeförbundet på ena sidan och folksocialisterna och socialdemokraterna på den andra. Då de båda sistnämnda i valen i maj 1926 vann en stor seger, gjorde tautininkai 17 december 1926 militärrevolution. Smetona blev president och Voldemaras ministerpresident och diktator, från 1927 styrde man utan parlament. Voldemaras störtades i september 1929, men tautininkai behöll makten, och 1932 utsågs Smetona till president. Från 1930-talet gjorde en stark fascistisk rörelse sig påmind i Litauen.
Frihetstiden sträckte sig fram till slutet av 1930-talet då Sovjetunionens intentioner att ta över Litauen blev tydliga. Litauen tvingades bland annat gå med på sovjetiska truppers närvaro i landet.

## Andra världskriget
I samband med andra världskrigets utbrott och det tyska intåget i Polen invaderades Litauen av sovjetiska styrkor den 15 juni 1940 i enlighet med Molotov-Ribbentroppakten. Detta förde i sin tur med sig att landets historiska huvudstad Vilnius återfördes till Litauen från Polen. Den 21 juli omdanades landet till Litauiska socialistiska sovjetrepubliken. Formellt annekterades landet av Sovjetunionen efter en, av kommunisterna, arrangerad folkomröstning där 99 % av de röstberättigade uppgavs ha deltagit. Vilnius blev nu huvudstad i den sovjetiska delrepubliken Litauiska SSR. Den sovjetiska ockupationen associeras av litauerna med lidande och förtryck. Den gamla huvudstaden Kaunas drabbades extra hårt. I juni 1941 gick flera godståg till Sibirien med stora delar av den politiska och intellektuella eliten, affärsidkare och bönder som motsatte sig tvångskollektiviseringen. Många skulle komma att gå under under de fruktansvärda förhållandena i Sibirien.
Vid inledningen av Operation Barbarossa i juni 1941 intog tyska trupper Litauen. Landet blev nu en del av det tyska ockupationsområdet Ostland. Den tyska ockupationen varade fram till 1944, med katastrofala följder för framför allt den judiska befolkningen. Landet invaderades ånyo av Sovjetunionen 1944 och blev en del av unionen fram till dess fall som Litauiska SSR. I samband med andra världskriget och den sovjetiska ockupationen flydde en stor del av den litauiska befolkningen västerut, en stor del emigrerade till USA. Samtidigt fördrevs den polska befolkningen från Vilnius och andra områden som tillförts den nya sovjetrepubliken.

## Litauiska SSR

Litauiska SSR:s flagga.

Långt in på 1950-talet fanns reguljära förband som uppstått ur den tidigare litauiska armén – Skogsbröderna. Skogsbröderna kämpade för ett fritt Litauen och hade sina baser ute i de litauiska skogarna. Den sovjetiska makten slog ner hårt mot skogsbröderna och deras sympatisörer. De som tillfångatogs dömdes till döden eller långa straff i sovjetiska arbetsläger. En av ledarna, Jonas Žemaitis, fördes till Moskva där han förhördes av Beria innan han avrättades. 
Under 1960-talet verkade motståndsrörelsen i form av olika studentgrupper som spred underjordiska tidskrifter om Litauen och litauisk kultur. Man utförde även aktioner där den förbjudna litauiska trikoloren hissades. En av de mest dramatiska händelserna var studenten Romas Kalantas protest då han brände sig till döds i Kaunas 1972. 
Under 1980-talet samlades krafterna för ett fritt Litauen inom rörelsen Sajudis med Vytautas Landsbergis som en av ledarna. En av tidiga framgångarna var att man 1988 åter fick använda Litauens flagga och inte den av Sovjetunionen proklamerade.

## Åter självständighet
11 mars 1990 Litauen var först att lämna unionen och blev åter självständig stat.
Under Litauens kamp för självständighet valde Sovjetunionen att ockupera TV-tornet i Vilnius under 222 dagar. Litauiska frihetskämpar demonstrerade mot ockupationen. Under våldsamheter med sovjetiska stridsvagnar inblandade dog 14 litauiska demonstranter vid TV-tornet. En utställning om händelserna finns i tornets bottenplan och ett minnesmärke finns vid Litauens parlamentsbyggnad i Vilnius. 
29 mars 2004 blev Litauen medlem i NATO. Den 1 maj 2004 blev Litauen medlem i EU.